# En augustirapsodi
En augustirapsodi är en svensk kort naturfilm från 1940 i regi av Arne Sucksdorff. Den sju minuter långa filmen består av naturbilder och en skildring av det traditionella kräftfisket i augusti. Filmen var Sucksdorffs debut.

## Handling

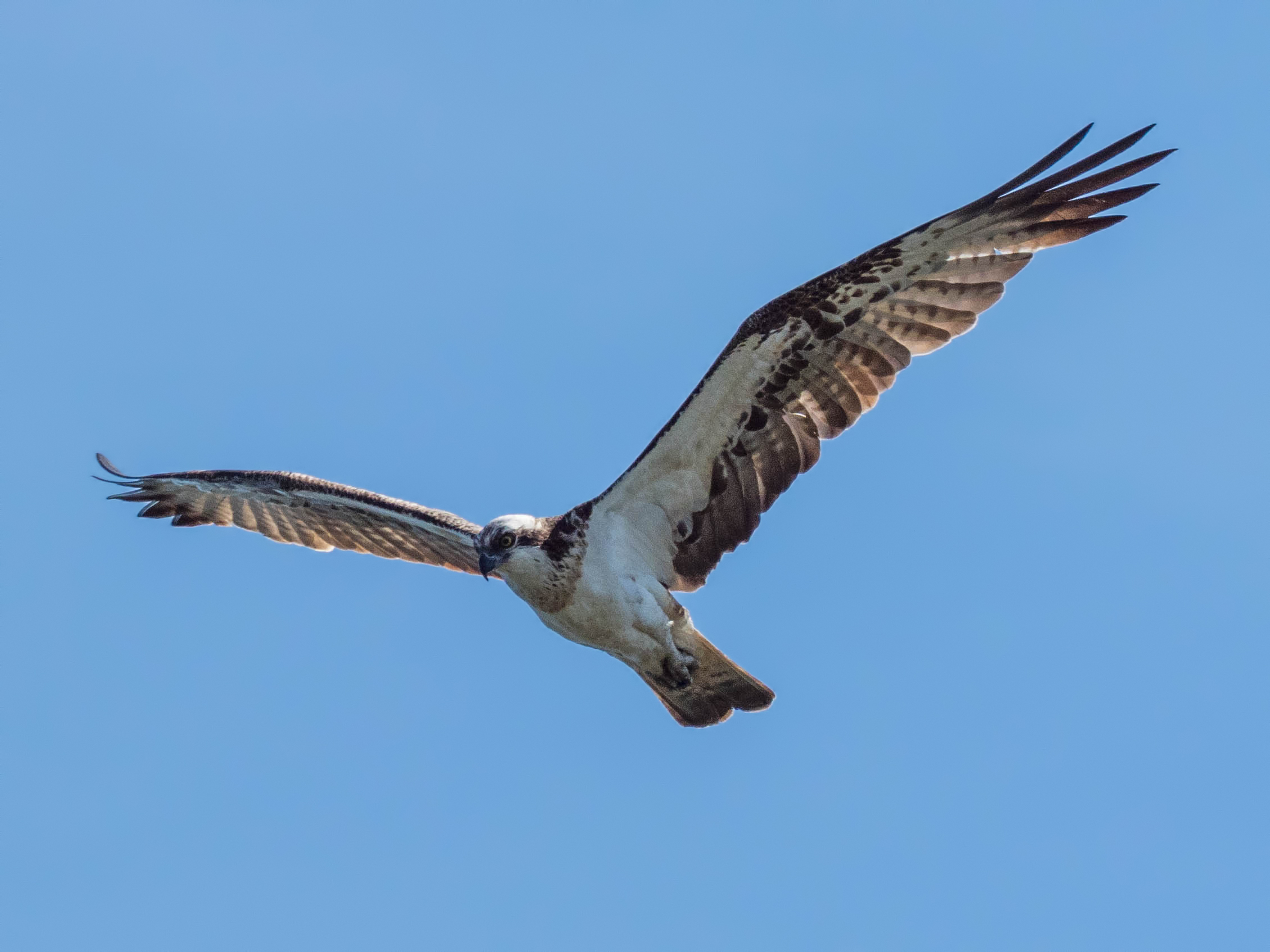
En fiskgjuse figurerar i filmen; här en ovanför Vaxholm i maj 2017

Berättaren beskriver naturens karaktärsdrag i augusti och hur människorna förhåller sig till detta. Några flickor från staden som rest ut på landet agnar kräftburar med småfisk och lägger ut burarna i en insjö. En fiskgjuse betraktar sjön och flickorna ovanifrån. På kvällen läggs sänkhåvar ut och på natten tas de upp.
Nästa morgon äter en älg från en sälgkvist. Fiskgjusen sitter på en tallkvist och äter en abborre. En kråka försöker stjäla fisken men jagas bort. Flickorna ror ut och drar upp kräftburarna. De minsta kräftorna kastas tillbaka i sjön.

## Tillkomst
Arne Sucksdorff spelade in filmen med sin egen nyinförskaffade 35-millimeterskamera. Det var den första filmen han gjorde. Inspelningen ägde rum under sommaren 1939 vid Sucksdorffs föräldrars landställe i Södermanland.

## Visningar och eftermäle
En augustirapsodi visades 1940 som förfilm till Ett brott i regi av Anders Henrikson. Den ledde till att Sucksdorff började arbeta som kortfilmsregissör hos Svensk Filmindustri, där han debuterade 1941 med naturfilmen En sommarsaga. Den gavs ut på hemvideo 2017 med DVD-boxen Arne Sucksdorff: samlade verk från Studio S.